# 零向量
在线性代数及相关数学领域中，零向量（也称退化向量）即欧几里得空间里的中所有元素都为 0 的向量 (0, 0, …, 0)。零向量的表示法於印刷体会打成稍微斜一点的粗黑体數字{\displaystyle {\mathit {0}}} 或粗黑體大寫英文字母{\displaystyle {\boldsymbol {O}}}，手写的為避免與數字0混淆，因此會在數字0上面加上一个向右的(半)箭头表示这是一个零向量，如：{\displaystyle {\vec {0}}}、{\displaystyle {\overset {\rightharpoonup }{0}}}。
在一般的向量空間中，零向量是唯一確定的向量。它是向量加法的單位元素。
证明：零向量是唯一的：若{\displaystyle {\overset {\rightharpoonup }{a}}}和{\displaystyle {\overset {\rightharpoonup }{b}}}为零向量，则{\displaystyle {\overset {\rightharpoonup }{a}}={\overset {\rightharpoonup }{a}}+{\overset {\rightharpoonup }{b}}={\overset {\rightharpoonup }{b}}}。